# Grote Prijs Jef Scherens 1971
Il Grote Prijs Jef Scherens 1971, sesta edizione della corsa, si svolse il 19 settembre 1971 su un percorso di 230 km, con partenza e arrivo a Lovanio. Fu vinto dal belga Frans Verbeeck della Watney-Avia davanti ai suoi connazionali Georges Pintens e Ward Janssens. Per Verbeeck si trattò della terza vittoria consecutiva in questa competizione.

## Ordine d'arrivo (Top 10)
| Pos. | Corridore              | Squadra             | Tempo    |
| ---- | ---------------------- | ------------------- | -------- |
| 1    | Frans Verbeeck         | Watney-Avia         | 5h20'00" |
| 2    | Georges Pintens        | Hertekamp-Magniflex | s.t.     |
| 3    | Ward Janssens          | Flandria-Mars       | a 1'10"  |
| 4    | Hubert Hutsebaut       | Goldor              | s.t.     |
| 5    | Willy De Geest         | Hertekamp-Magniflex | s.t.     |
| 6    | Maurice Eyers          | Watney-Avia         | s.t.     |
| 7    | Georges Claes          | Flandria-Mars       | s.t.     |
| 8    | Herman Beysens         | Hertekamp-Magniflex | s.t.     |
| 9    | Gustaaf Van Roosbroeck | Watney-Avia         | s.t.     |
| 10   | Alfons Scheys          | Watney-Avia         | s.t.     |